# مصطفى عبد السلام
مصطفى عبد السلام هو ممثل وممثل مسرحي مصري وُلد في 21 أغسطس 1984، وتخرج من قسم التمثيل والإخراج بالمعهد العالي الفنون المسرحية عام 2010، وشارك في العديد من العروض المسرحية والأعمال السينمائيّة والتليفزيونية وهو ابن المخرج المسرحي الراحل حسن عبد السلام.

## مسيرته الفنية
عمل مصطفى عبد السلام في البداية ممثلًا في الإعلانات، ثم كانت بداية مسيرته الفنية الحقيقية عام 2003 حين شارك في مسلسل «كناريا وشركاه» الذي قام ببطولته الممثل الراحل فاروق الفيشاوي وأخرجه إسماعيل عبد الحافظ، ثُم توالت مُشاركاته بعد ذلك في المسرح والسينما والدراما التليفزيونيّة ولكنه ابتعد عن مجال التمثيل لفترة من الوقت فضل خلالها أن يفتتح مشروعه الخاص فانشأ مطعمًا انشغل بإدارته قبل أن يقرر الالتحاق بالمعهد العالي للفنون المسرحية وشارك خلال سنوات دراسته بالمعهد العالي للفنون المسرحية كممثل مسرحي في العديد من العروض المسرحية، وفي عام 2014 بدأ نجمه يلمع في الدراما التليفزيونية والسينما مجدّدًا وكان من أبرز مشاركاته في المسلسلات التليفزيونية أدائه لشخصية عبد الحكيم عامر في مسلسل «الجماعة 2» من تأليف الأديب الراحل وحيد حامد في عام 2017، ودوره في حكاية «بدون ضمان» التي عُرضت ضمن حلقات الموسم الثاني من مسلسل «إلا أنا» عام 2021، وفي عام 2019 قام ببطولة أول فيلم سينمائي له بعنوان «بيت ست».

## أعماله
| سنة العرض | اسم العمل                                 | نوع العمل   | الدور           |
| --------- | ----------------------------------------- | ----------- | --------------- |
| 2022      | مكتوب عليا                                | مسلسل       | كمال مساعد بدوي |
| 2021      | إلا أنا - الموسم الثاني (حكاية بدون ضمان) | مسلسل       | عمر             |
| 2021      | النقطة العمياء                            | مسلسل       | مصطفى           |
| 2021      | أيام                                      | مسلسل       | سامي            |
| 2021      | فارس بلا جواز                             | مسلسل       | زوج سلافة       |
| 2020      | إلا أنا - الموسم الأول                    | مسلسل       |                 |
| 2020      | الاختيار                                  | مسلسل       | الضابط أحمد نصر |
| 2020      | خط ساخن                                   | مسلسل       |                 |
| 2019      | بيت ست                                    | فيلم        | عاطف            |
| 2019      | دفعة القاهرة                              | مسلسل       |                 |
| 2019      | مكتوبلي أغنيلك                            | مسرحية      |                 |
| 2018      | عائلة الحاج نعمان (الجزء الثاني)          | مسلسل       | سمير            |
| 2018      | ليالي أوجيني                              | مسلسل       | أمين            |
| 2018      | ممنوع الاقتراب أو التصوير                 | مسلسل       | مرتضى           |
| 2017      | 30 يوم                                    | مسلسل       |                 |
| 2017      | أرض جو                                    | مسلسل       | هاني            |
| 2017      | الجماعة 2                                 | مسلسل       | عبد الحكيم عامر |
| 2017      | الحلال                                    | مسلسل       | حسن أنس         |
| 2017      | عائلة الحاج نعمان (الموسم الأول)          | مسلسل       | سمير            |
| 2016      | تفاحة حوا                                 | فيلم        |                 |
| 2016      | فوق مستوى الشبهات                         | مسلسل       | سعيد            |
| 2015      | إستيفا                                    | مسلسل       | حمزة            |
| 2015      | البيوت أسرار                              | مسلسل       |                 |
| 2015      | تحت السيطرة                               | مسلسل       | أنس             |
| 2014      | الإكسلانس                                 | مسلسل       |                 |
| 2014      | الجزيرة 2                                 | فيلم        |                 |
| 2014      | الصياد                                    | فيلم        |                 |
| 2014      | المكيدة                                   | فيلم        | الضابط حازم     |
| 2014      | خطوات الشيطان - الموسم الثاني             | برنامج ديني | مصطفى           |
| 2013      | الحفلة                                    | فيلم        |                 |
| 2013      | بدون ذكر أسماء                            | مسلسل       | الكابتن طارق    |
| 2013      | خطوات الشيطان - الموسم الأول              | برنامج ديني | مصطفى           |
| 2012      | برتيتا                                    | فيلم        |                 |
| 2012      | عرفة البحر                                | مسلسل       |                 |
| 2010      | أكتوبر الآخر                              | مسلسل       | محمد عبدالشافي  |
| 2010      | سلطة بلدي                                 | مسلسل       |                 |
| 2007      | من اطلق الرصاص على هند علام               | مسلسل       |                 |
| 2006      | امرأة من الصعيد الجواني                   | مسلسل       |                 |
| 2006      | حدائق الشيطان                             | مسلسل       |                 |
| 2006      | عفريت القرش                               | مسلسل       |                 |
| 2006      | معكم على الهواء هايم عبد الدايم           | مسلسل       |                 |
| 2004      | عفاريت السيالة                            | مسلسل       | ميخائيل (ميخا)  |
| 2003      | كناريا وشركاه                             | مسلسل       | شادى ابن سناء   |
| 2003      | ملك روحي                                  | مسلسل       | على ابن ملك     |

## روابط خارجية
- صفحة الممثل على موقع قاعدة بيانات الأفلام العربية